# Guardia Republicana Iraquí
La Guardia Republicana iraquí (en árabe: حرس العراقي الجمهوري‎, transliteración: Ḥaris al-‘Irāq al-Jamhūriyy) fue el cuerpo central del ejército iraquí durante la existencia de la Irak baazista. Estaba ramificada en Guardia Republicana (GR) y Guardia Republicana Especial (GRE), ambas dependientes de Sadam Huseín Abd al-Majid al-Tikriti (hijo menor de Saddam) y del propio Saddam, aunque la GRE lo hacía de forma directa.[cita requerida]
Desmembrada después de la Invasión de Irak en 2003, algunos integrantes de este antiguo cuerpo formaron el Nuevo ejército iraquí, otros se unieron a las guerrillas iraquíes y dentro de este varios se integraron a filas de Al Qaeda y Estado Islámico.

## Historia

### Guardia Republicana (Al-Haris Al-Jamhuri)
También conocida como «Comandancia de Fuerzas de la Guardia Republicana», fue creada en 1980 como consecuencia de la guerra Irán-Irak, en la que participaron en su parte final, con el objetivo principal de mantener la estabilidad del régimen y la defensa contra enemigos internos y externos. Inicialmente era un cuerpo de escaso número de componentes, pero después del conflicto irano-iraquí se fue reforzando y se añadieron nuevas unidades hasta configurar la estructura que se puede ver en el gráfico.
Estaba subordinada al “Aparato de Seguridad Especial del Estado” y no al Ministerio de Defensa como el ejército regular. Estaba dividida en dos cuerpos, uno encargado de la defensa y control del norte de Irak, llamado “Comando de Operaciones Allah Akbar”, que estaba compuesto por unidades blindadas y de infantería. Y el “Comando de Operaciones Fat'h al-Mubayyin”, compuesto básicamente de unidades blindadas y mecanizadas, que estaba emplazado en la parte sur del país. También estaban integradas dentro de la estructura dos divisiones de fuerzas especiales o As Saiqa que actuaban de forma totalmente independiente. La Guardia Republicana la formaban unos 70.000 soldados en seis divisiones, todos voluntarios, y unos 400 tanques soviéticos T-72 y T-62 además de otros vehículos mecanizados. Estas fuerzas estaban intencionadamente lejos de la capital para evitar una posible rebelión contra el régimen.

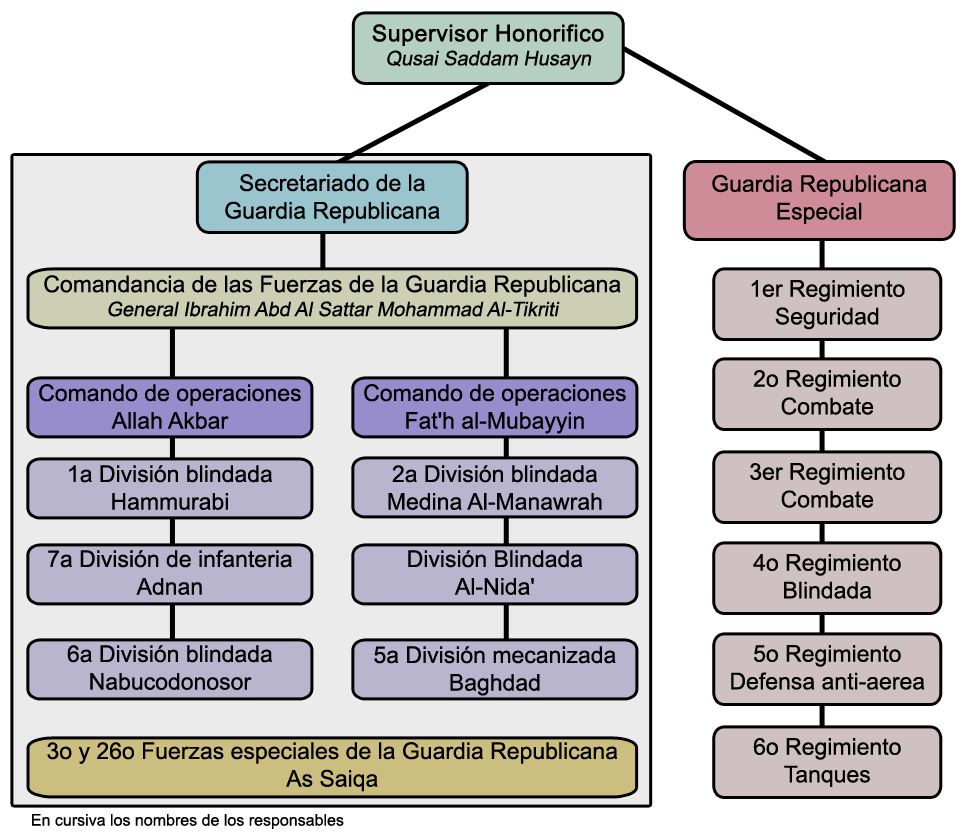
Organización de la GR.

Los miembros de este cuerpo del ejército estaban mejor pagados, equipados, armados y entrenados que las unidades regulares, obtenían facilidades a la hora de comprar casas y se les otorgaban otro tipo de privilegios para asegurarse la fidelidad al régimen y, por extensión, a Saddam.[cita requerida] Aparte de su intervención crucial en la guerra contra Irán, también fue la encargada de suprimir la revuelta chií y kurda de 1990 y se encargó de la defensa de Bagdad en el 2003.
Durante la invasión de Kuwait de 1990, fue la Guardia Republicana la encargada de efectuar la invasión y ocupación, realizándola sin oposición del ejército kuwaití. Una vez la coalición internacional se decidió a participar en el conflicto, cinco divisiones fueron retiradas de Kuwait hasta la frontera iraquí para que actuasen como fuerzas de reserva, siendo sustituidas por efectivos del ejército regular. Las divisiones Nabucodonosor, Tawakalna, Al-Nida y Adnan fueron castigadas duramente durante la operación Tormenta del desierto y, aun así, entre el 70% de los hombres y el 50% de los blindados escaparon del cerco de la coalición.
En el marco de la invasión de Irak en 2003, antes de que las tropas de EE. UU. hubiesen entrado en Bagdad y según información de Walid Rabbah, la CIA, mediante agentes infiltrados en la iniciativa de voluntarios, entró en contacto con miembros del primer y segundo escalafón de mando de la Guardia Republicana para asegurarse que las tropas estadounidenses entrarían en Bagdad sin problemas. En ese pacto, supuestamente rubricado por Donald Rumsfeld, se incluía transporte seguro para ellos y sus familiares fuera de Irak, grandes sumas de dinero, la promesa de puestos oficiales en el Irak post-invasión a los que no hubiesen cometido crímenes de guerra, incluso la ciudadanía y residencia estadounidense para algunos de los principales líderes. Por supuesto, los soldados desconocían que sus superiores hubieran pactado la entrega de Bagdad y aún menos los fedayines de Sadam, que fueron abandonados a su suerte una vez finalizado oficialmente el conflicto armado.

### Guardia Republicana Especial (Al-Haris Al-Jamhuri Al-Khas)
Llamada también “Brigada de Fuerzas Especiales del Palacio Presidencial” y “División de oro”. Fundada en 1992, su función principal era ser el último círculo de seguridad de Sadam Huseín además de constituir una fuerza de emergencia en caso de rebelión. Se encargaba de la protección de Saddam durante sus viajes, de la custodia de los palacios presidenciales y de la seguridad de Bagdad. Estuvo formada por voluntarios provenientes de territorios afines al régimen y contaba con 10.000 a 15.000 hombres divididos en seis regimientos, mejor equipados y entrenados que la propia GR. Disponían de 100 tanques T-72, baterías antiaéreas y varios comandos entrenados en guerrilla urbana.